# Szalmapatak
Szalmapatak (Românești), település Romániában, a Partiumban, Máramaros megyében.

## Fekvése
A Lápos folyó jobb partja közelében, Nagyilondától északkeletre fekvő település.

## Története
Szalmapatak nevét 1566-ban említette először oklevél Nagh Szalmapathak néven. 
1567-ben Zalnicapathaka, 1615-ben Romanist, Romanfalva, 1639-ben Romanffalwa, 1733-ban Romanest, 1750-ben Ruminests, 1760–1762-ben Romenestyi, 1808-ban Románfalva, 1913-ban Szalmapatak néven írták.
Szalmapatak Kővár tartozéka volt, 1555-ben keletkezett, az 1555 évi összeírás szerint új lakosai még adót nem fizettek, vajdája a Kis-Bunon lakó Márian volt.
1567-ben II. János király Kővárt visszafoglalta I. Miksa császártól,  és összes tartozékaival együtt beregszói Hagymási Kristóf Bereg vármegye főispánjának és nagyváradi várkapitánynak adományozta oda.
1570-ben Báthory Kristóf e birtokban, melyet Báthory György és Báthory Anna (1559 vagy 1569-ben) adományából kisbuni Márián Demeter vajda birt és telepített, őt megerősítette.
1639-ben Romanffalwa  I. Rákóczi György birtoka bolt.
1650-ben Kővárhoz tartozó kincstári birtok volt, majd 1651től a Pap család birtokaként említették. E család tagjaié és leszármazottaié volt még az 1800-as évek végén is.
1910-ben 174 lakosából 3 magyar, 171 román volt. Ebből 166 görögkatolikus, 5 görögkeleti ortodox, 3 izraelita volt.
A trianoni békeszerződés előtt Szolnok-Doboka vármegye Nagyilondsi járásához tartozott.

## Nevezetességek
- Görögkatolikus kőtemploma - Szent Miklós tiszteletére 1833-ban lett felszentelve, harangjai 1880 és 1884-ből valók. Anyakönyvet 1823-tól vezetnek.